# The Horn Book Magazine
The Horn Book Magazine, fondé à Boston en 1924, est le plus ancien magazine bimensuel consacré à la littérature jeunesse. Il commence comme une « proposition de liste d'achat » préparée par Bertha Mahony Miller et Elinor Whitney Field, propriétaires de la première librairie pour enfants du pays, The Bookshop for Boys and Girls. Ouverte en 1916 à Boston en tant que projet de la Women's Educational and Industrial Union (Union des femmes pour l'éducation et l'industrie), la librairie ferme ses portes en 1936, mais Horn Book continue dans sa mission de « souffler le cor pour les beaux livres pour garçons et filles », comme l'écrit Mahony dans son premier éditorial. Son nom, « Horn Book », signifie littéralement « Livre-Cor ». Attaché, « hornbook » est le nom anglais pour abécédaire.
Dans chaque numéro bimensuel, The Horn Book Magazine comprend des articles sur les problèmes et les tendances de la littérature pour enfants, des essais d'artistes et d'auteurs, et des critiques de nouveaux livres et des réimpressions de poche pour enfants. Les articles sont rédigés par le personnel et les critiques invités. Ces critiques sont des bibliothécaires, des enseignants, des historiens et des libraires. Le numéro de janvier / février comprend les discours des lauréats du Boston Globe - Horn Book Award, et chaque numéro de juillet / août inclut ceux des lauréats de la médaille Newbery et de la médaille Caldecott de l'année. La « Fanfare list », publiée en décembre, est la sélection des éditeurs des meilleurs livres pour enfants et jeunes adultes de l'année. Aucune liste n'a été publiée de 1941 à 1945 ou de 1955 à 1958.
The Horn Book Magazine publie également The Horn Book Guide deux fois par an. Les livres reçoivent une brève critique et une note de un à six. The Horn Book Guide passe en revue presque tous les livres pour enfants publiés aux États-Unis.
The Horn Book a été acheté en 2009 par Media Source Inc. (MSI), propriétaire de la Junior Library Guild, du Library Journal et du School Library Journal en 2010.

## Rédacteur en chef
Depuis sa création, plusieurs rédacteurs en chef se sont succédé :
- Bertha Mahony Miller : 1924-1951
- Jennie D. Lindquist : 1951-1958
- Ruth Hill Viguers : 1958-1967
- Paul Heins : 1967-1974
- Ethel Heins : 1974-1985
- Anita Silvey : 1985-1995
- Roger Sutton : 1995-2021
- Elissa Gershowitz : depuis 2023